# عبد الله بن معاوية
عبد الله بن معاوية، قام بثورة على الأمويين في عهد مروان بن محمد آخر خليفة أموي. وبايع نفسه بالخلافة لكنهم تمكنوا منه وقتلوه قبيل انهيار دولتهم على يد العباسيين.

## نسبه وسيرته
هو عبد الله بن معاوية بن عبد الله بن جعفر بن أبي طالب بن عبد المطلب بن هاشم بن عبد مناف بن قصي بن كلاب بن مرة بن كعب بن لؤي بن غالب بن فهر بن مالك بن النضر بن كنانة بن خزيمة بن مدركة بن إلياس بن مضر بن نزار بن معد بن عدنان.  ولد عام 83هـ في مكة، كان مع جيش زيد في ثورته على الأمويين وهو ابن خمس عشرة سنة. وكَانَ سخيًا شجاعًا شاعرًا.

## ثورته على الخلافة الأموية
بايع نفسه بخراسان بعد ثورة زيد بن علي وثورات بعض الشيعة، وانضم اليه شيعة الكوفة لقتال الأمويين في الحيرة وخذلوه السنة عندما نشب القتال ولم يثبت معه سوى ربيعة والزيدية فارتحل لفارس ونضم جيشه من الموالي والعبيد والسنة والعباسيين الثائرين والأمويين الناقمين على مروان وبعض الخوارج والغلاة.
وقال ابن عساكر: «وقد كان عبد الله بن معاوية بن عبد الله بن جعفر بن أبي طالب ظهر وبويع له بالخلافة بأصبهان في سنة سبع وعشرين ومائة في خلافة مروان بن محمد وملك فارس وكرمان وكثر تبعه وجبى الأموال».

## وفاته
قتله أبو نصر مالك بن هیثم والي هراة بامر أبو مسلم الخراساني في سجن فی عام 129 هـ. مرقده یوقع فی هراة.